# Marumba
Marumba es un género de polillas que pertenecen a la familia Sphingidae.

## Taxonomía
Se reconocen las siguientes especies:
- Marumba amboinicus (C Felder, 1861)
- Marumba andamana Moore 1877
- Marumba bengalensis Hampson 1912
- Marumba cristata (Butler, 1875)
- Marumba decoratus Moore 1872
- Marumba diehli Roesler & Kuppers, 1975
- Marumba dyras (Walker, 1865)
- Marumba fenzelii Mell, 1937
- Marumba gaschkewitschii (Bremer & Grey, 1853)
- Marumba indicus (Walker, 1856)
- Marumba jankowskii (Oberthur, 1880)
- Marumba juvencus Rothschild & Jordan, 1912
- Marumba maackii (Bremer, 1861)
- Marumba nympha (Rothschild & Jordan, 1903)
- Marumba ochreata Mell 1935
- Marumba omeii Clark 1936
- Marumba poliotis Hampson, 1907
- Marumba quercus (Denis & Schiffermuller, 1775)
- Marumba saishiuana Okamoto, 1924
- Marumba spectabilis (Butler, 1875)
- Marumba sperchius (Menetries, 1857)
- Marumba tigrina Gehlen, 1936
- Marumba timora (Rothschild & Jordan, 1903)

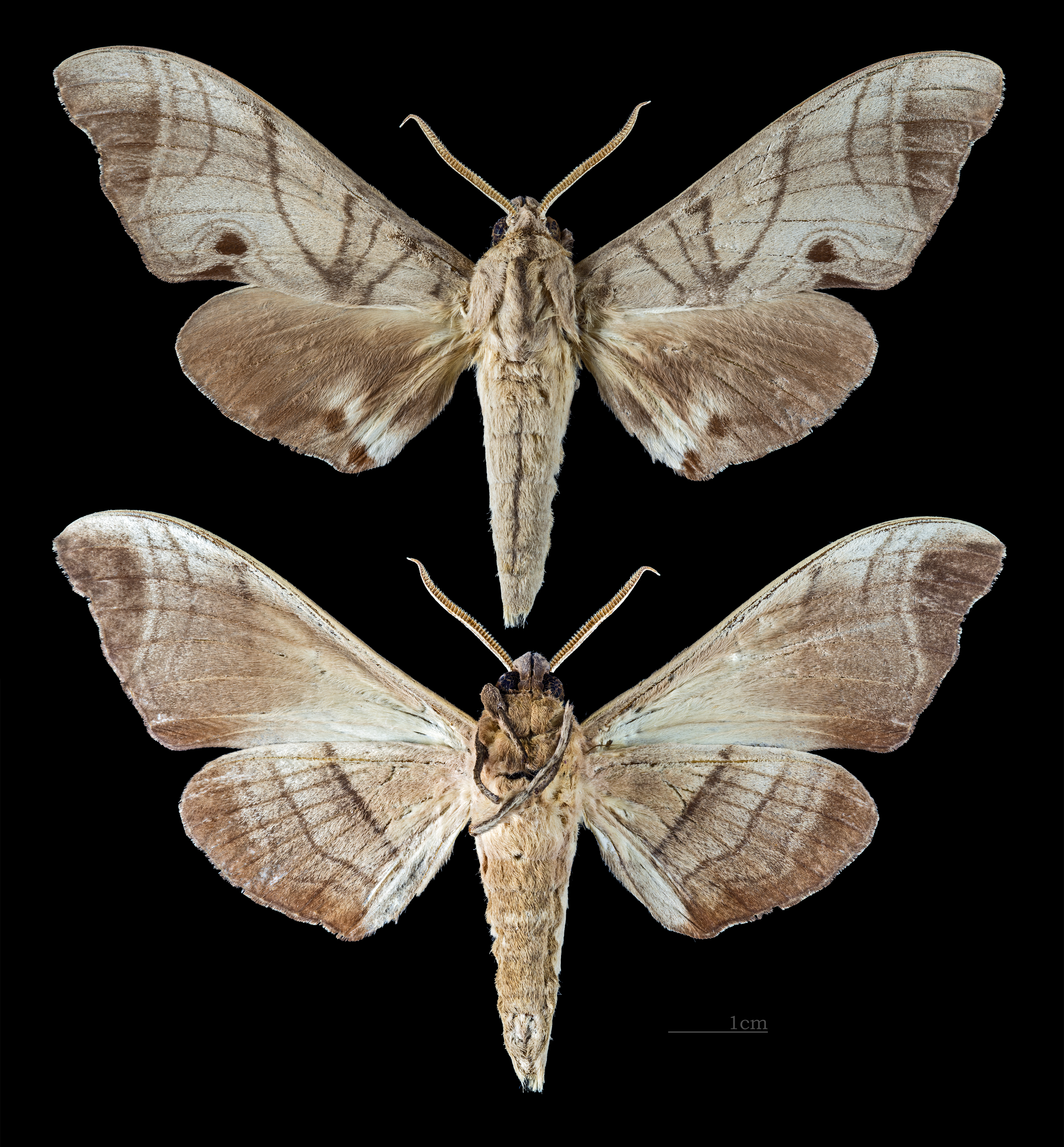
Marumba amboinicus
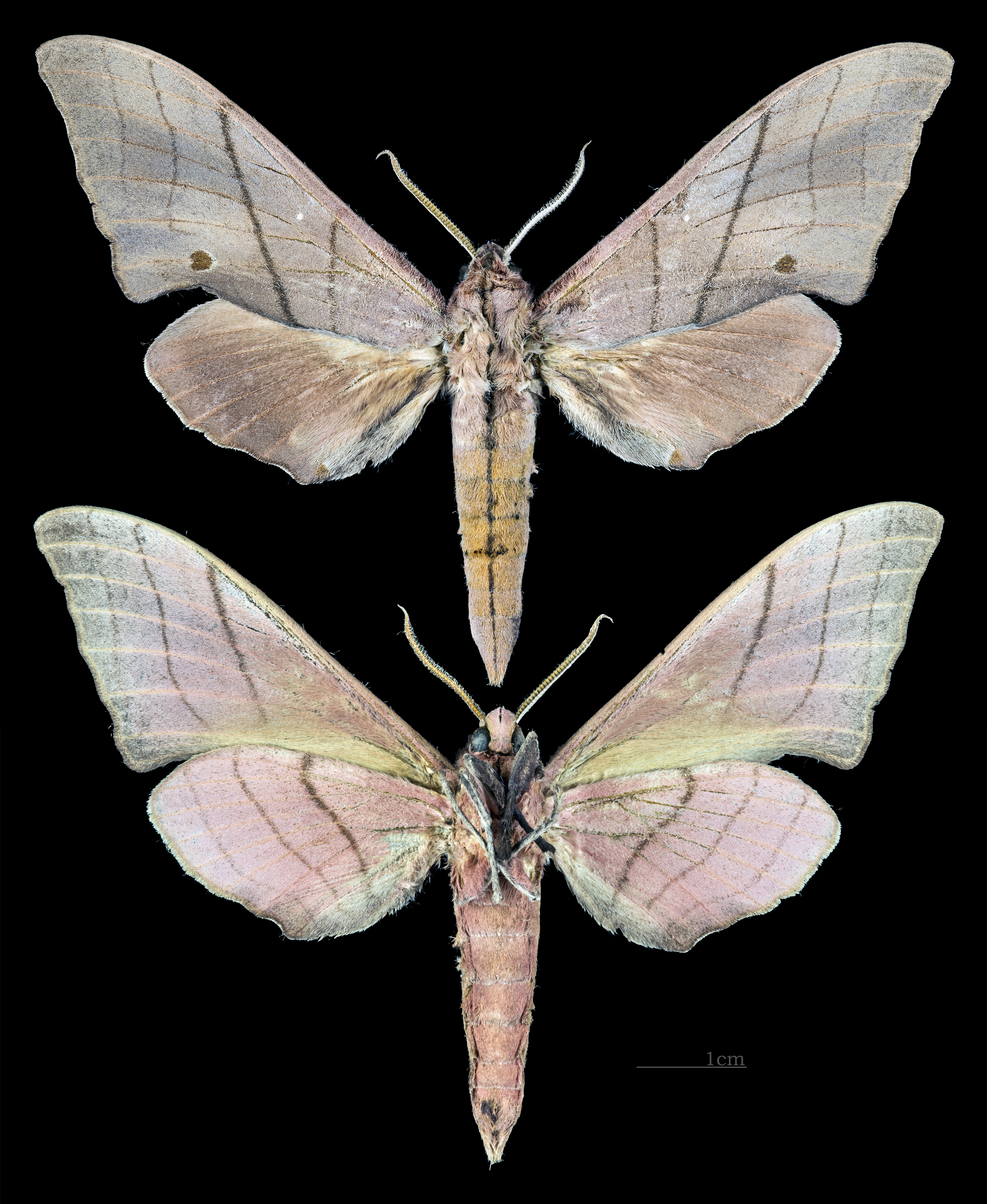
Marumba cristata
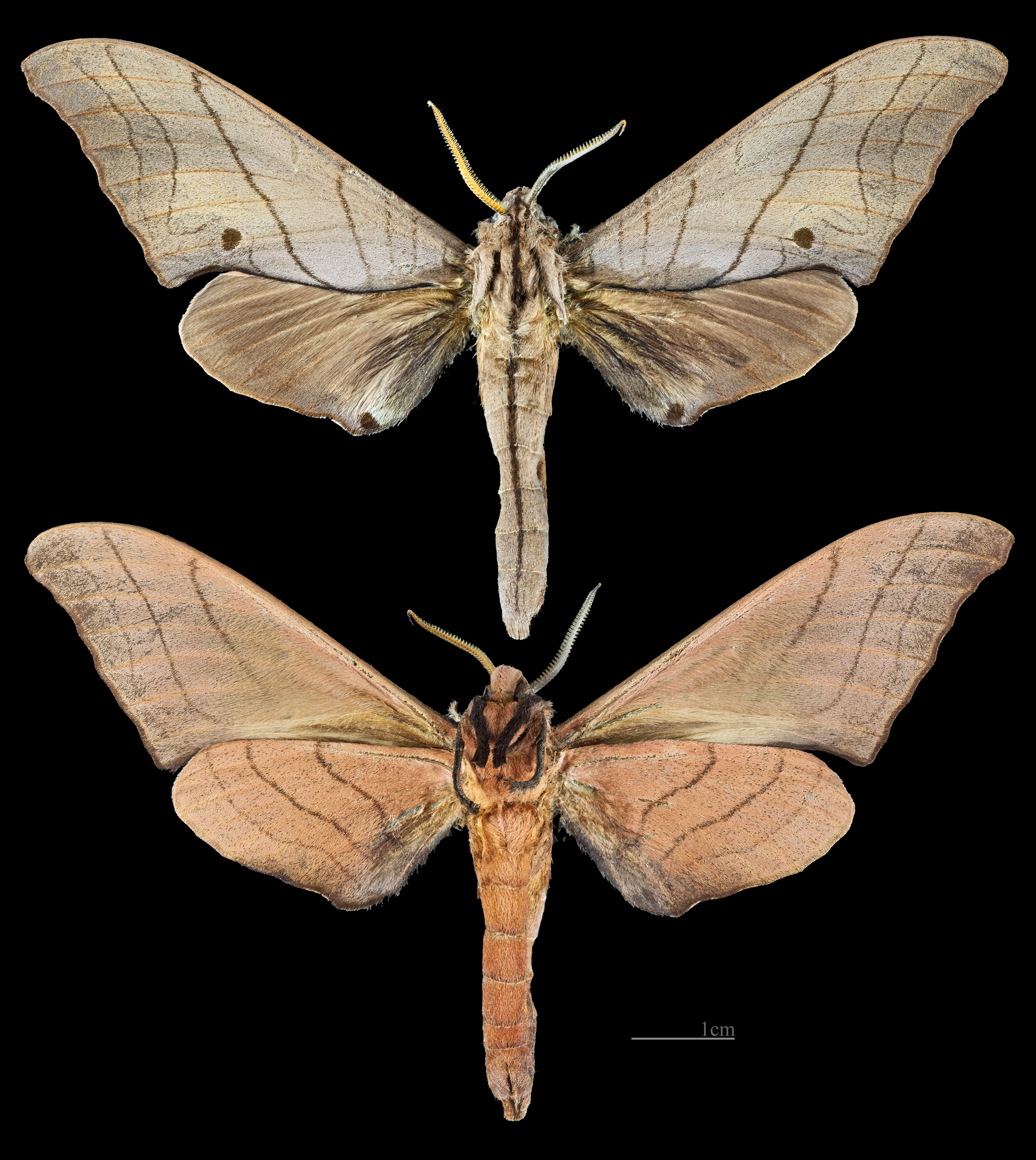
Marumba diehli
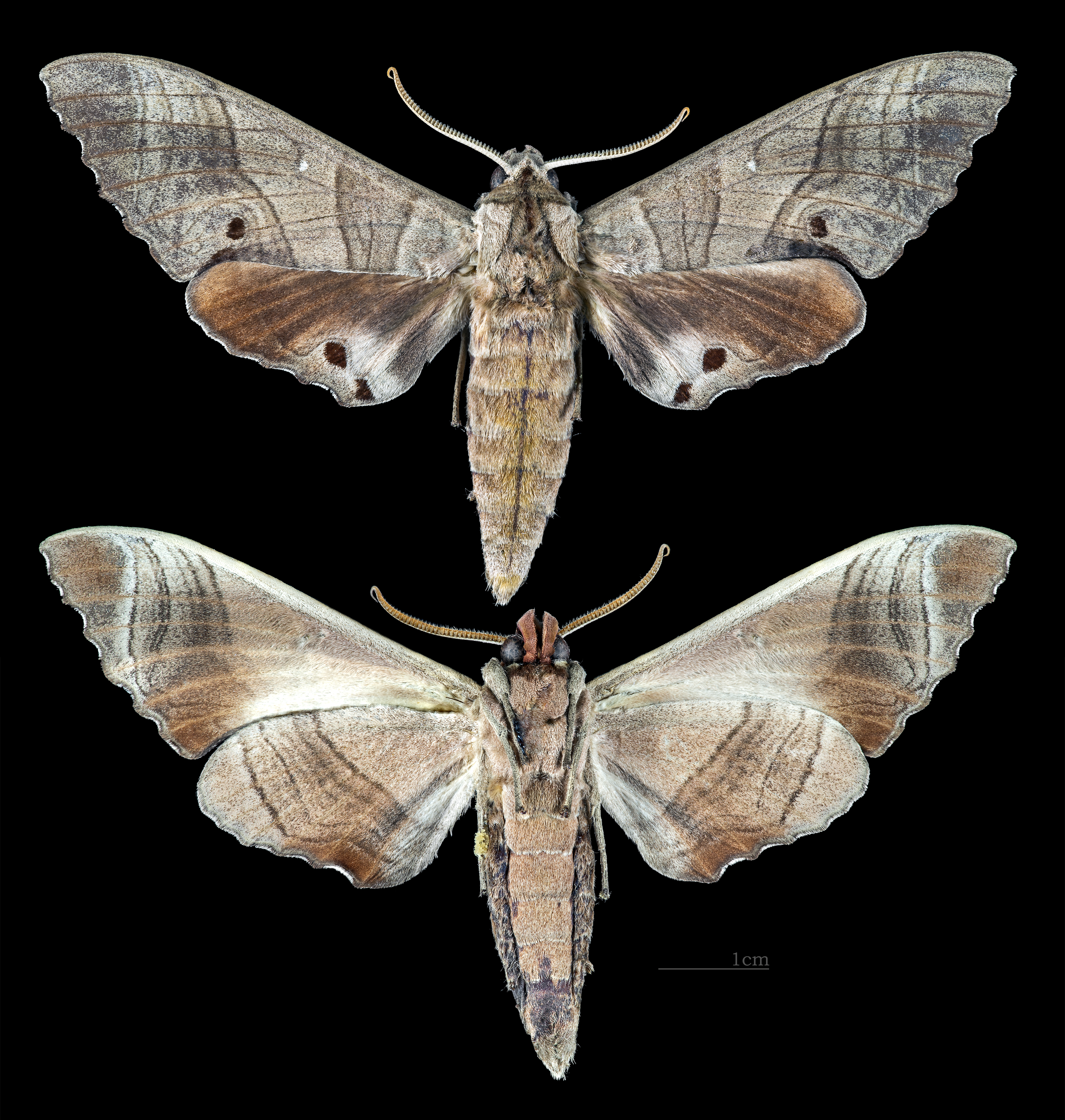
Marumba dyras
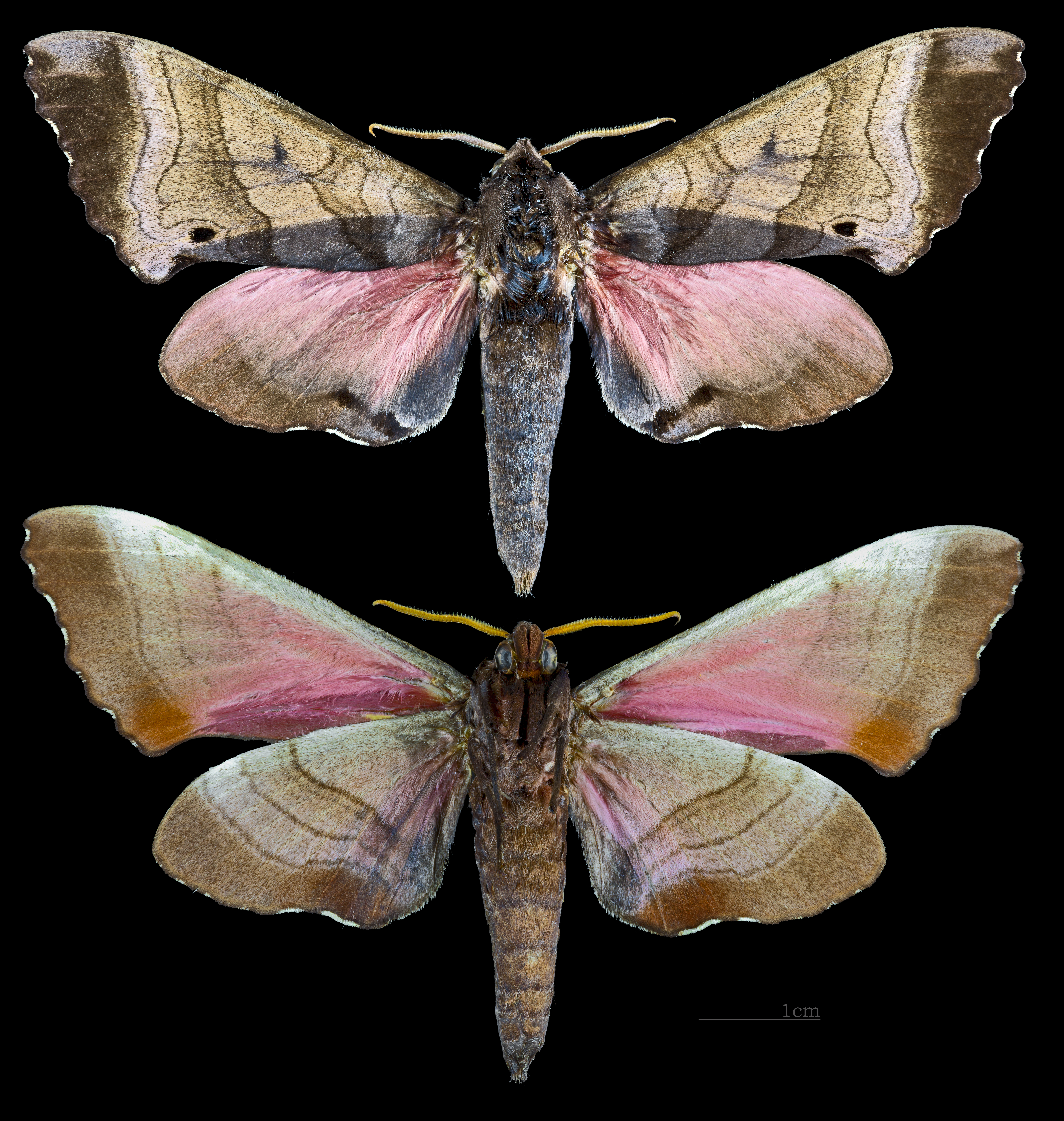
Marumba gaschkewitschii
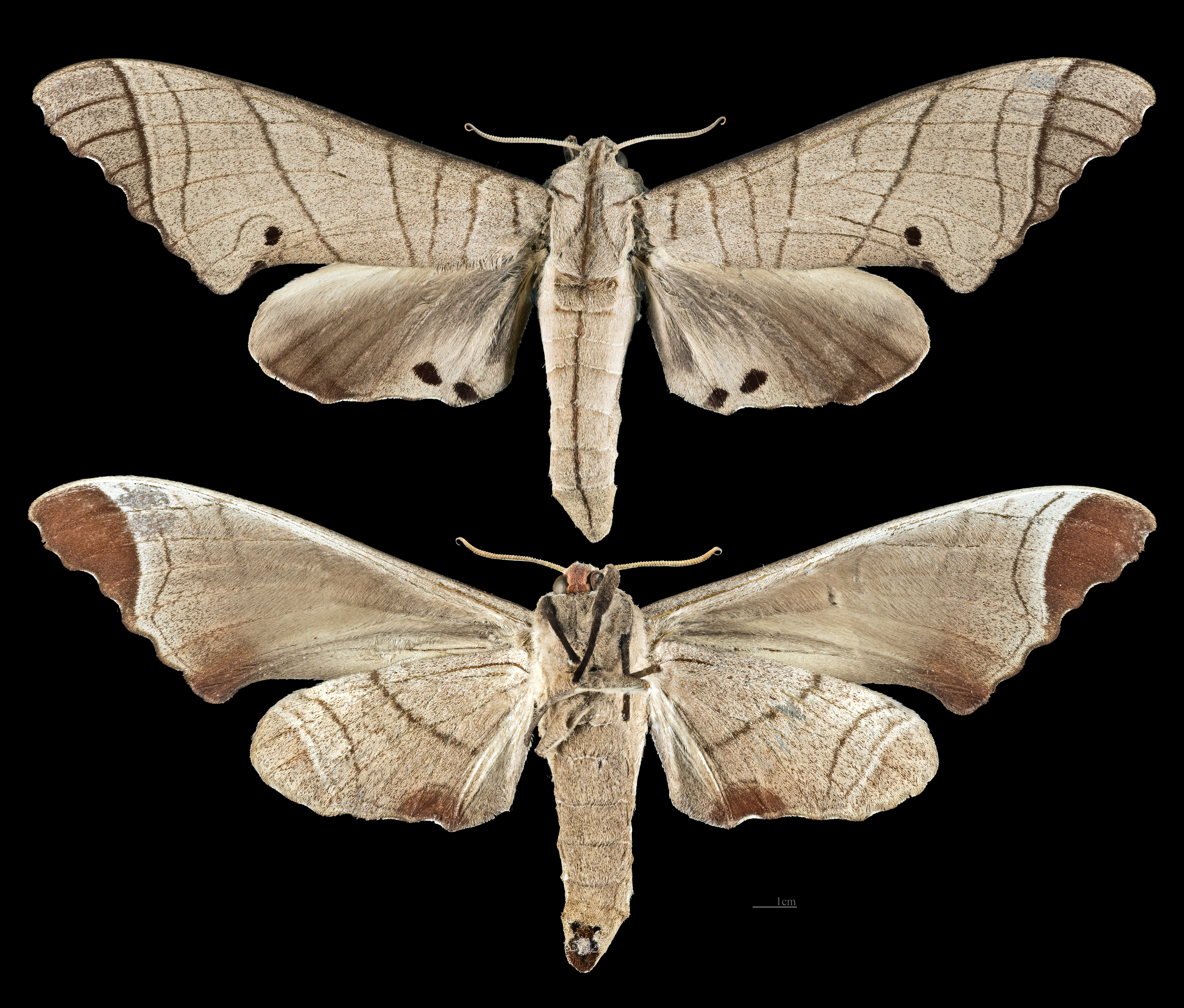
Marumba juvencus
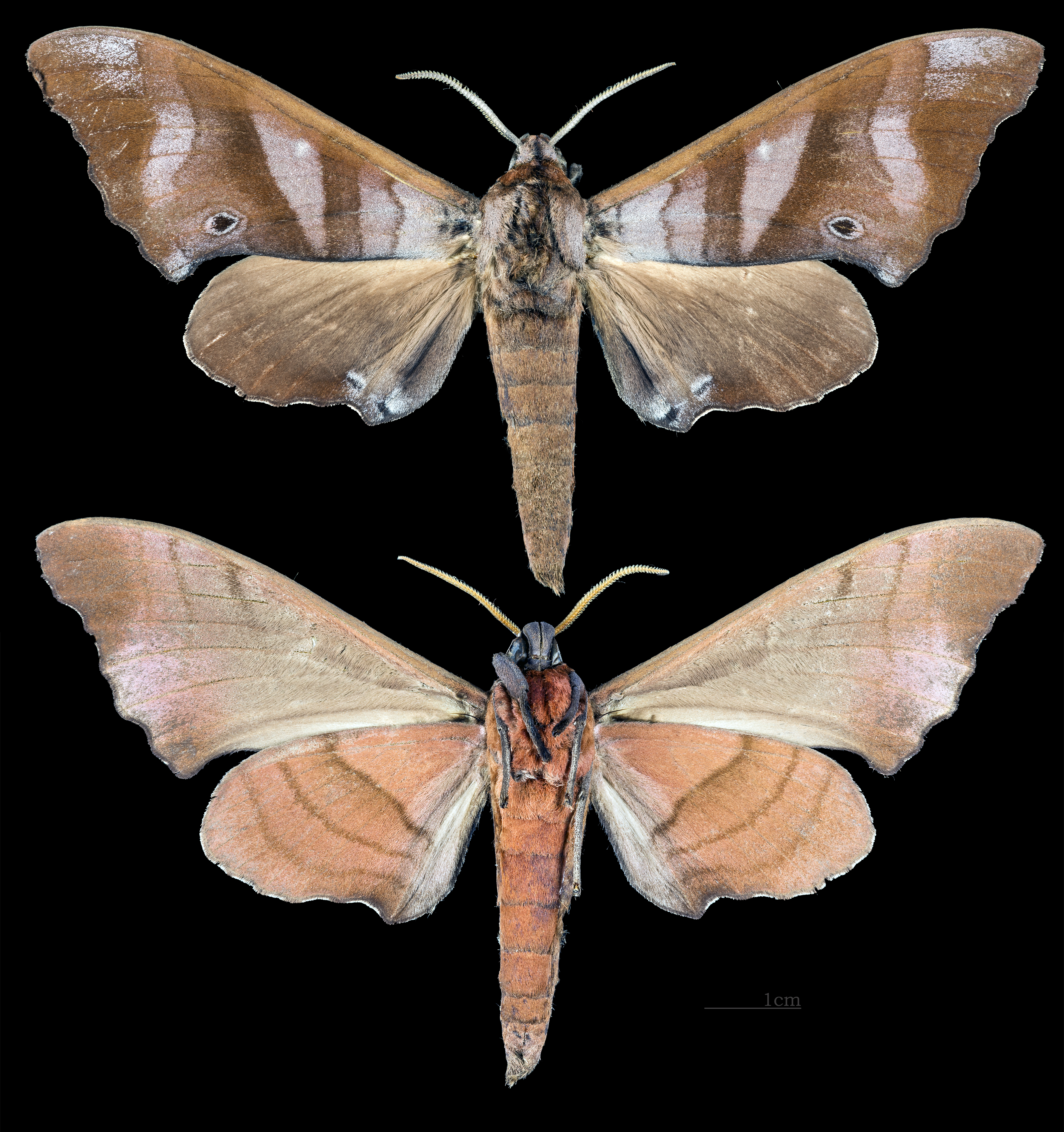
Marumba nympha
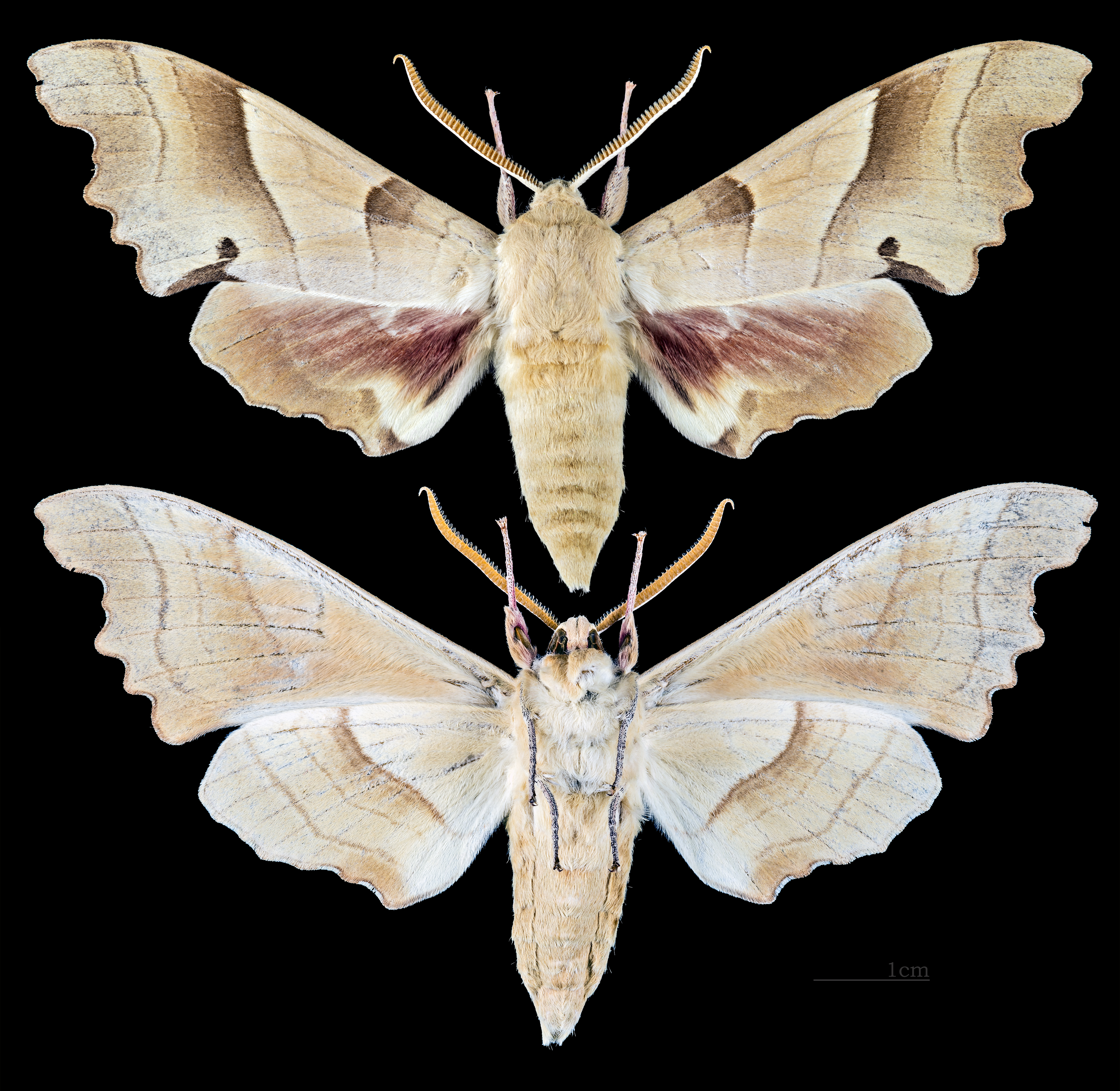
Marumba quercus
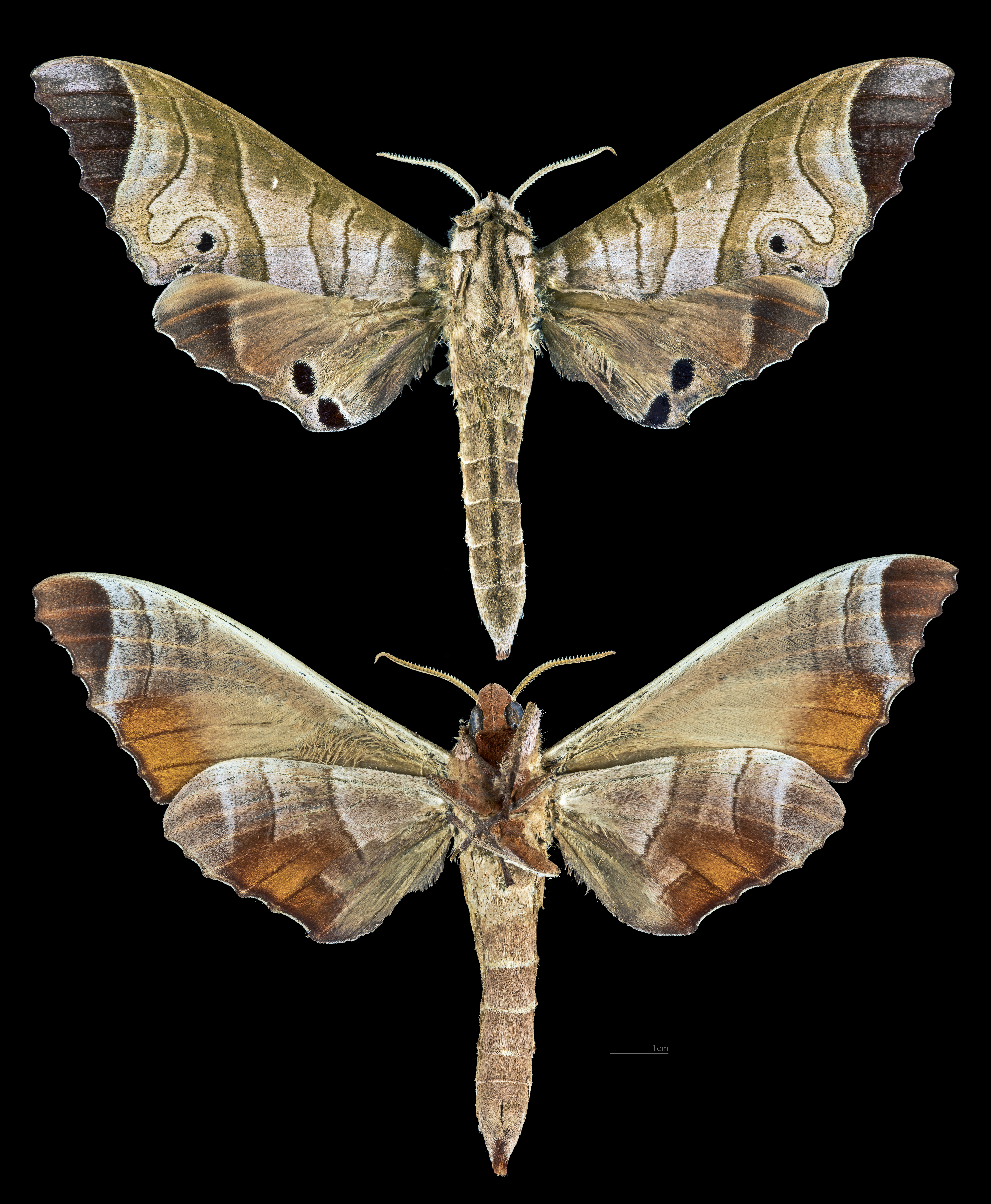
Marumba saishiuana
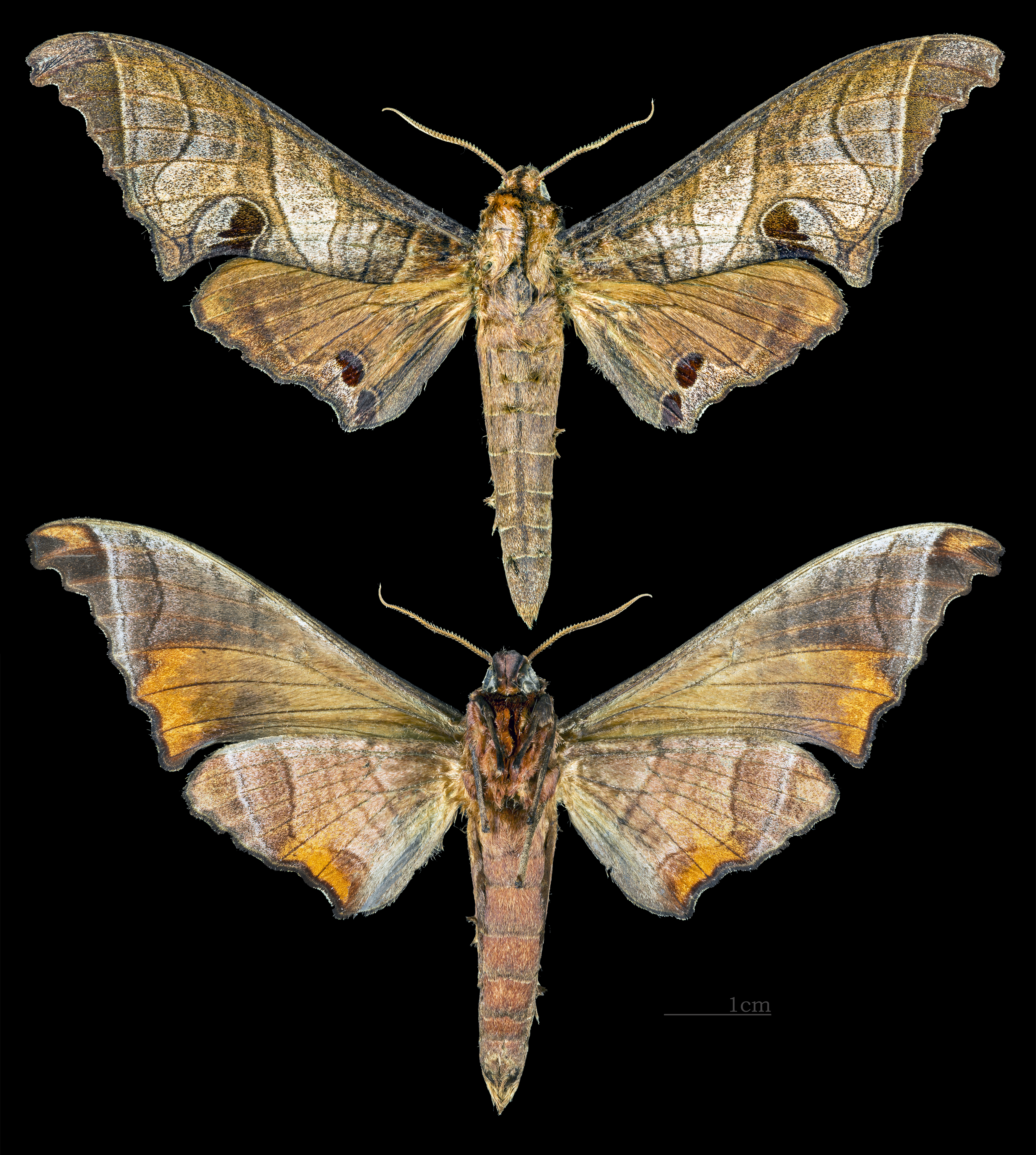
Marumba spectabilis
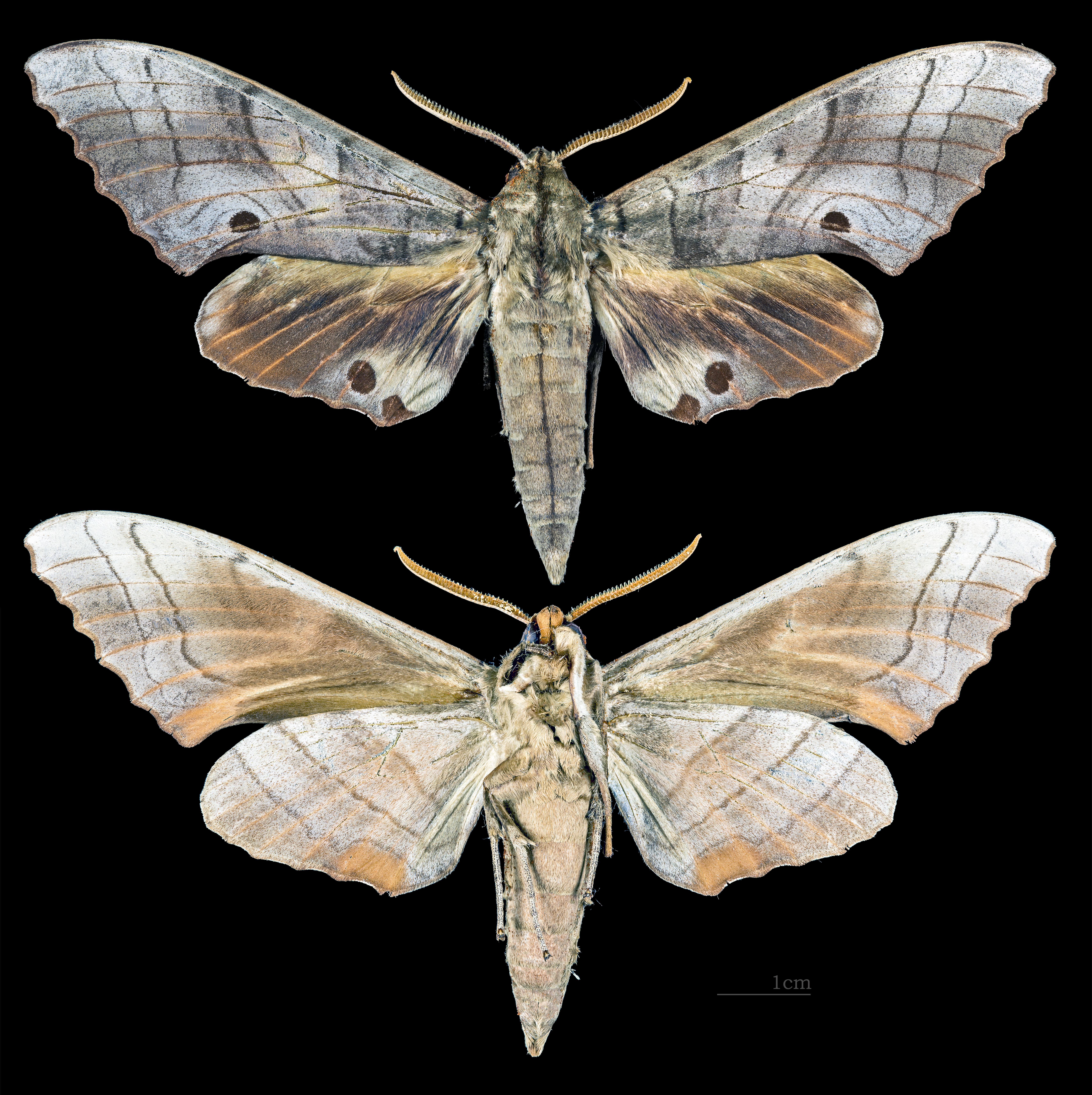
Marumba sperchius
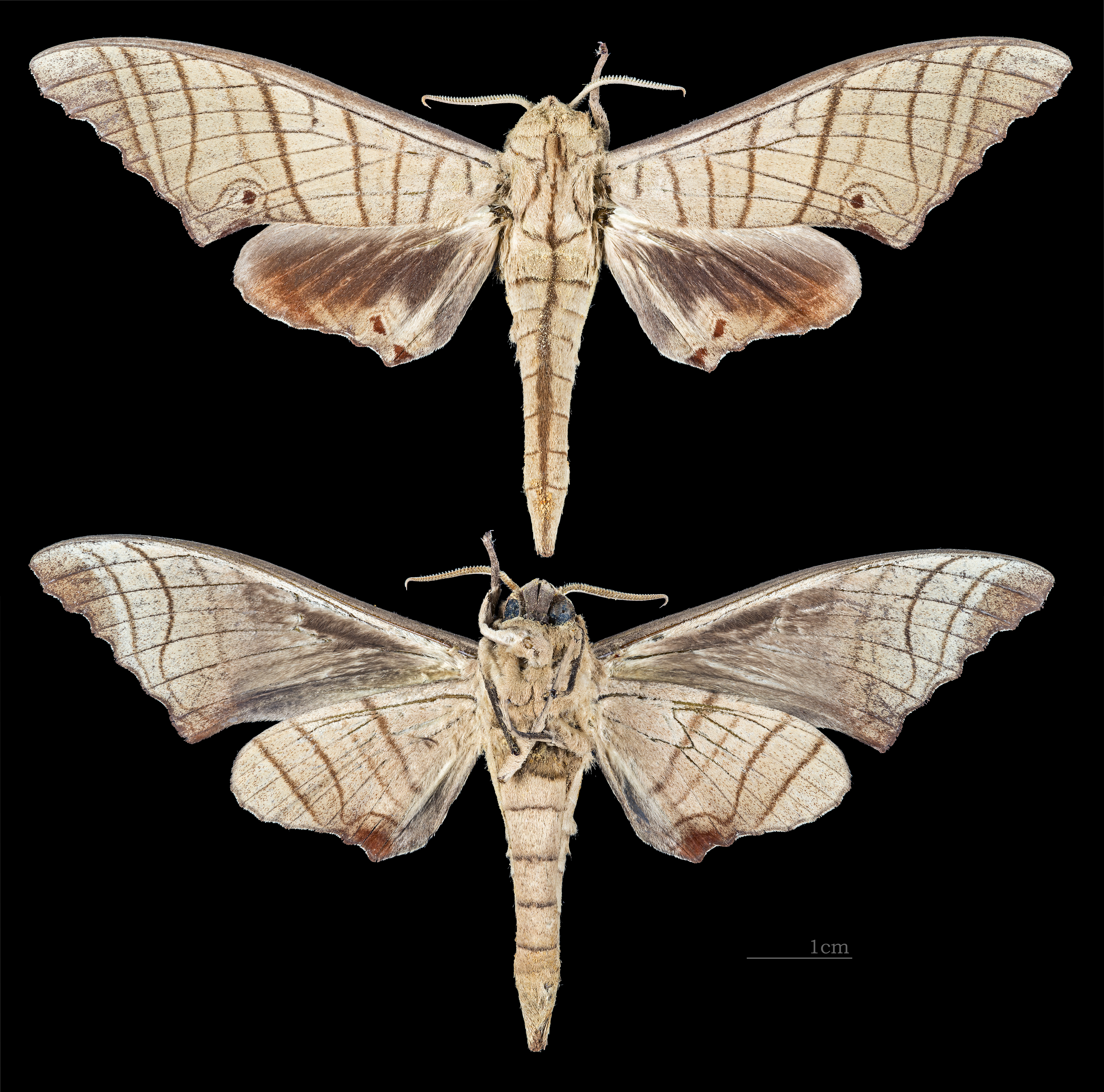
Marumba tigrina